# 넓은귀박쥐
넓은귀박쥐(Nyctinomops laticaudatus)는 큰귀박쥐과에 속하는 박쥐의 일종이다. 아메리카 대륙에서 발견된다.

## 특징
넓은귀박쥐는 비교적 작은 박쥐로 전체 몸길이는 약 10cmㅇ고 몸무게는 평균 11g 정도이다. 하체의 연한 색과 함께 몸의 털은 어두운 초콜렛 갈색을 띠며, 날개는 털이 없고 반투명하다. 주둥이는 끝이 위로 휘어 뾰족하고, 아랫턱은 일반적인 자유꼬리박쥐류 보다 길고 좁다. 일반명에서 알 수 있듯이 귀가 이례적으로 넓고 둥글며, 이마 중간 쪽에 함께 붙어 있다.

## 분포 및 서식지
넓은귀박쥐는 멕시코 해안가부터 브라질 남부까지 지역의 열대와 아열대 숲에서 발견된다. 관목 지대와 세하두 서식지 그리고 도시 지역의 다양한 숲에서 서식하는 것이 보고되고 있다. 해안가 초원부터 해발 1500m의 운무림 지역에서 발견되지만 해발 500m 이하 지역에서 더 흔하게 발견된다.

## 아종
5종의 아종이 알려져 있다.
- N. l. laticaudatus - 파라과이 남부와 브라질과 아르헨티나 인근 지역
- N. l. europs - 베네수엘라부터 파라과이 및 아르헨티나 북부 지역까지 남아메리카의 안데스산맥 동부 지역
- N. l. ferrugineus - 멕시코 중부와 남동부의 해안가 지역
- N. l. macarenensis - 베네수엘라 서단 지역부터 페루 북단까지 남아메리카의 안데스산맥 서부 지역
- N. l. yucatanicus - 중앙아메리카, 멕시코 남부와 쿠바